# Pathalgaon
Pathalgaon è una suddivisione dell'India, classificata come nagar panchayat, di 14.054 abitanti, situata nel distretto di Jashpur, nello stato federato del Chhattisgarh. In base al numero di abitanti la città rientra nella classe IV (da 10.000 a 19.999 persone).

## Geografia fisica
La città è situata a 22° 34' 0 N e 83° 28' 0 E e ha un'altitudine di 545 m s.l.m..

## Società

### Evoluzione demografica
Al censimento del 2001 la popolazione di Pathalgaon assommava a 14.054 persone, delle quali 7.161 maschi e 6.893 femmine. I bambini di età inferiore o uguale ai sei anni assommavano a 1.927, dei quali 978 maschi e 949 femmine. Infine, coloro che erano in grado di saper almeno leggere e scrivere erano 9.833, dei quali 5.503 maschi e 4.330 femmine.